# Etavis
ETAVIS mit Sitz in Zürich ist eine in den Bereichen Elektrotechnik, Gebäudetechnik, Gebäudeautomation, technisches Gebäudemanagement, Telekom-Infrastruktur, Telematik, Industrieautomation und Elektroinstallation tätige Schweizer Unternehmensgruppe. Sie umfasst 18 regional ausgerichtete Tochtergesellschaften mit insgesamt 2135 Mitarbeitern und erwirtschaftete 2019 einen Umsatz von 379 Millionen Schweizer Franken. Die aus dem Verkauf der Schweizer Gebäudetechnik-Sparte von ABB hervorgegangene ETAVIS-Gruppe befindet sich seit Mitte 2007 im Besitz des französischen Vinci-Konzerns.

## Geschichte
Die Wurzeln von ETAVIS gehen auf die Mayer Elektro Anlagen AG in Volketswil zurück. Diese wurde 1987 durch die damalige BBC (heute ABB) übernommen. In der Folge erwarb das Unternehmen in den 1990er Jahren verschiedenen regional tätige Elektroinstallations-Unternehmen, darunter auch die in der Ostschweiz verankerte Grossenbacher Installationen AG, die 1998 mit Mayer Elektro Anlagen zur ABB Installationen AG zusammengeschlossen wurde. Weitere regionale Elektroinstallationsfirmen wurden zugekauft.
2004 wurde der Geschäftsbereich ABB Gebäudetechnik Schweiz an das Management und an die Schweizer Private-Equity-Gesellschaft Capvis verkauft und in ETAVIS umbenannt. ABB blieb hierbei zunächst als Minderheitsaktionärin mit 10 Prozent beteiligt. Bis heute erwarb ETAVIS weitere Unternehmen.
2007 übernahm Vinci Energies, ein Tochterunternehmen der französischen Vinci-Gruppe, 95 Prozent aller Aktien der ETAVIS AG. Das Management und Kader bleiben mit 5 Prozent an ETAVIS beteiligt. Die Wachstumsstrategie wurde weiter fortgesetzt.